# Station Sokoliniec
Station Sokoliniec is een spoorwegstation in de Poolse plaats Sokoliniec.